# 笑顔甲子園
高校生笑い日本一決定戦笑顔甲子園絆in新居浜（こうこうせいわらいにほんいちけっていせんえがおこうしえんきずないんにいはま）とは、愛媛県新居浜市で行われている高校生お笑いの全国大会で、毎年八月に開催されている。漫才・コント・落語など幅広いジャンルが参加できる。

## 結果
| 第1回 2011年 | パーマ大佐 (埼玉県)       | 劇団カレーパン (鳥取県)   | ぱいんぶりっじ (神奈川県) | ソメイヨシノ (愛媛県)     |                       |                                                        |
| 第2回 2012年 | メガネロック大屋 (沖縄県) | 杉遊亭月の輔 (東京都)     | 桐光亭あざみ (神奈川県)   | 劇団カレーパン (鳥取県)   |                       |                                                        |
| 第3回 2013年 | ぱんだカレンダー (東京都) | 杉遊亭鳥輔 (東京都)       | season (佐賀県)           | らうどぼいす (大阪府)     |                       |                                                        |
| 第4回 2014年 | season (佐賀県)           | チャブダイガエシ (兵庫県) | KYメガネの２乗 (愛媛県)   | 杉遊亭お七 (東京都)       |                       |                                                        |
| 第5回 2015年 | KYデンジャラス (沖縄県)   | ギャンブラー (広島県)     | まほちゅー！ (東京都)     | はなる (兵庫県)           |                       |                                                        |
| 第6回 2016年 | 無敵亭大我 (京都府)       | はなる (兵庫県)           | 杉遊亭ちがう (埼玉県)     | ゆずポンズ (香川県)       |                       |                                                        |
| 回           | 優勝                      | 準優勝                    | 3位                       | 審査員特別賞              | 日本笑い学会賞        | おもしろ動画部門                                       |
| 第7回 2017年 | はなる (兵庫県)           | 杉遊亭ちがう (埼玉県)     | ぷりん亭芽りん (兵庫県)   | アルパカのパカ (愛媛県)   | のぼ亭こなつ (愛媛県) | 川之石高校、新居浜南高校、新居浜商業高校、新居浜東高校 |
| 第8回 2018年 | アンドロイド (大阪府)     | 杉遊亭ちがう (埼玉県)     | アグレッシブ (大阪府)     | セントラルドグマ (高知県) | 安藤顕洋 (愛媛県)     | 丹原高校美術部、岡田裕也·兵頭海渡                      |
| 第9回 2019年 | 有元さくら子 (東京都)     | のぼ亭こなつ (愛媛県)     | ぬまこゆ (兵庫県)         | 快楽亭幸志 (長野県)       | 与一 (兵庫県)         | 丹原高校美術部                                         |

## 出身者
- パーマ大佐
- たかまつなな（ぱいんぶりっじ）
- 桂小文吾（劇団カレーパン）
- メガネロック大屋
- できたてのサイダーまみ（らうどぼいす）
- いちばんかわいい・にににこーちゃん（アメコナメコメトロ）
- 新作のハーモニカ・溝上たんぼ（season）
- KYデンジャラス
- 夢屋まさる（パラノーマル）
- ササタニ
- はなる
- 伊達唯（青空アバンティ）
- アンドロイド
- 有元さくら子
- アグレッシブ

他多数